# Peter Walsh (musikproducent)
Peter Walsh, född 1960, är en brittisk musikproducent och ljudtekniker.
Walsh började sin karriär som ljudtekniker i Utopia Studios, London 1978 där han samarbetade med bland andra  Stevie Wonder, The Tubes, Spandau Ballet och The Boomtown Rats.
Han fick sitt genombrott som assisterende producent på Heaven 17:s debutalbum Penthouse and Pavement, vilken han fick en guldskiva för 1981. Han är känd som producent av Simple Minds album New Gold Dream (81-82-83-84) 1982 och för sitt mångåriga samarbete med Peter Gabriel.

## Diskografi i urval
- Penthouse and Pavement - Heaven 17 (1981) (assisterande producent, ljudtekniker)
- Difficult Shapes & Passive Rhythms, Some People Think It's Fun to Entertain - China Crisis (1982) (Producent, ljudtekniker)
- New Gold Dream (81-82-83-84) - Simple Minds (1982) (Producent, ljudtekninker)
- Plays Live - Peter Gabriel (1983) (Producent, ljudtekniker, mixning)
- Climate of Hunter - Scott Walker (1984) (Producent, ljudtekniker)
- Shades of Liberty - Silent Running (1984) (Producent, ljudtekniker)
- Certain Things Are Likely - Kissing the Pink (1986) (Producent)
- Heyday - The Church (1986) (Producent, ljudtekniker, mixning)
- Afternoons in Utopia - Alphaville (1986) (Producent, ljudtekniker, mixning)
- House Of Dolls - Gene Loves Jezebel (1987) (Producent, ljudtekniker, mixning)
- Twist of Shadows - Xymox (Clan of Xymox) 1989 (Producent)
- Phoenix - Xymox (Clan of Xymox) 1991 (Producent)
- Love - Heidi Berry (1991) (Programmering, ljudtekniker, mixning)
- Tilt - Scott Walker (1995) (Producent, ljudtekniker, mixning)
- Punishing Kiss - Ute Lemper (2000) (Producent, mixning)
- We Love Life - Pulp (2001) (Producent, ljudtekniker, mixning)
- The Drift - Scott Walker (2006) (Producent, ljudtekniker, mixning)
- Bish Bosch - Scott Walker (2012) (Producent, ljudtekniker, mixning)
- Moraima - Andrés Suárez (2013) (Producent, ljudtekniker, mixning)
- Soused - Scott Walker and Sunn O))) (2014) (Producent)
- The International Swingers - The International Swingers (2015) (Mixning)